# Psychoterapia (czasopismo)
Psychoterapia – psychoterapeutyczne czasopismo naukowe, wydawane przez Komitet Redakcyjno- Wydawniczy Polskiego Towarzystwa Psychiatrycznego. Ukazuje się cztery razy w roku. Publikuje artykuły oryginalne z dziedziny psychoterapii, recenzje piśmiennictwa psychoterapeutycznego, materiały konferencji.

## Komitet Redakcyjny
| Stanowisko                | zajmowano przez |
| ------------------------- | --- |
| Redaktor Naczelny         | Mariusz Furgał |
| Z-ca redaktora naczelnego | Kazimierz Bierzyński |
| Sekretarz Redakcji        | Katarzyna Czapkiewicz |
| Zespół redakcyjny         | Anna Citkowska-Kisielewska, Szymon Chrząstowski, Bernadetta Janusz, Stanisław Maj, Łukasz Muldner- Nieckowski, Wanda Szaszkiewicz, Małgorzata Wolska, Magdalena Zielińska |

## Adres redakcji
Katedra Psychiatrii CMUJ
 ul. Kopernika 21 a
31-501 Kraków